# 鄭襲 (明鄭)
鄭襲（臺羅：Tīnn Sip；？—？），又名郑世袭，齋號葵庵。明末清初福建泉州府南安县人，鄭芝龍第五子，鄭成功幼弟。鄭芝龍降清時，鄭襲跟隨鄭成功，後隨之來臺。因與鄭經嗣位之爭失敗，被流放並軟禁於廈門，後降清。

## 生平
南明延平王鄭成功令世子鄭經駐防廈門，但鄭經卻於南明永曆十六年（1662年），與其五弟鄭智的乳母陳昭娘私通生子鄭克𡒉。世子妃唐氏祖父唐顯悅氣憤地上奏鄭成功世子鄭經亂倫之事。鄭成功聽聞後，十分憤怒，下令洪旭等駐廈將領處死董王妃、王世子鄭經、陳昭娘與庶王孫鄭克𡒉。然而，諸將並未從王命，唯一遵從王命的周全斌亦遭洪旭捉拿。諸將抗命之事隨後傳回「東都」，也開始了臺海兩岸內部緊張對立的局面。
明永曆十六年五月初八（1662年6月23日），鄭成功病逝。十四日（6月29日），厦门诸将推举郑经继位，称“世藩”。二十一日（7月6日），東都諸將推舉鄭成功之弟鄭襲為「护理」，称“招讨大将军”，以定軍心。鄭襲部下蔡雲、李應清、曹從龍、張驥等四人拉攏黃昭及蕭拱宸等駐臺將領，立鄭襲為「東都主」。
同年十月初一（11月11日），鄭經与周全斌等人率军东征。初七（11月17日）中午，至澎湖。派人與黃昭、蕭拱宸等人協商不成後，继续東进。十七日（11月27日），鄭經親自率軍於鹿耳門登陸，駐軍東都的右虎衛黃安亦率軍前來與世子會師。會合後，世子派人於承天府譴責黃蕭二人，以自己為王室正統自居，要求東都軍助戰。黃昭聽聞消息後，率軍至潦港與世子軍對戰，起先雖佔優勢，但黃昭本人中流箭身亡，全軍敗退。黃昭死後，諸將皆降。
鄭經入主安平王城，鄭襲為保全性命，將責任全推給幾位心腹身上。隨後蔡雲被賜死，自縊。蕭拱宸、張驥、李應清以及曹從龍等人於承天府遭斬首示眾，族人流放。鄭襲被發配並軟禁於廈門。
1663年（明郑永历十七年、清康熙二年），鄭襲因畏懼被郑经殺害，于半夜率領官吏二百二十四人，士卒一百二十人及銀錢、船隻、槍械等物，降清。康熙二年十二月十七日（1664年1月14日），清朝封郑袭为左都督。后来，清朝授予郑袭精奇尼哈番爵位，给全俸，入正黃旗漢軍。封荣禄大夫、一等侍衛兼管内大臣，还把其父郑芝龙已入官变卖的田产给他。